# ГМЗ-3
ГМЗ-3 (Гусеничный минный заградитель — 3) — боевая машина Инженерных войск Вооружённых сил Союза ССР и постсоветских государств.
Принят на вооружение ВС СССР в 1984 году. Предназначен для механизированного противотанкового минирования в ходе боя. Постановка мин осуществляется на поверхность грунта без маскировки или в грунт с маскировкой.

## Описание конструкции
Во время минирования мины из кассеты (в кассете размещаются 3 мины ТМ-57, ТМ-62 и ТМ-89 с контактными и неконтактными взрывателями), расположенной в средней части корпуса, подаются на выдающий механизм и далее на спусковой транспортёр с механизмом перевода мин в боевое положение. Плужное устройство с обратными отвалами позволяет производить заглубление и маскировку мин.
ГМЗ-3 обеспечивает заблаговременную установку минных полей на ожидаемых танкоопасных направлениях, а также при непосредственном отражении атак танковых и механизированных частей противника. Взвод минных заградителей, состоящий из трёх боевых машин, в течение 30 минут устанавливает практически непроходимое для бронетанковой техники минное поле по фронту до 2,5 — 3 километров.
Имеющаяся на ГМЗ-3 навигационная аппаратура обеспечивает не только выработку курса, но и цифровое индексирование установленных мин, что позволяет производить фиксацию минного поля на топографической карте.

## Галерея

Гусеничный минный заградитель ГМЗ-3 на выставке «Технологии в машиностроении» в 2012 году
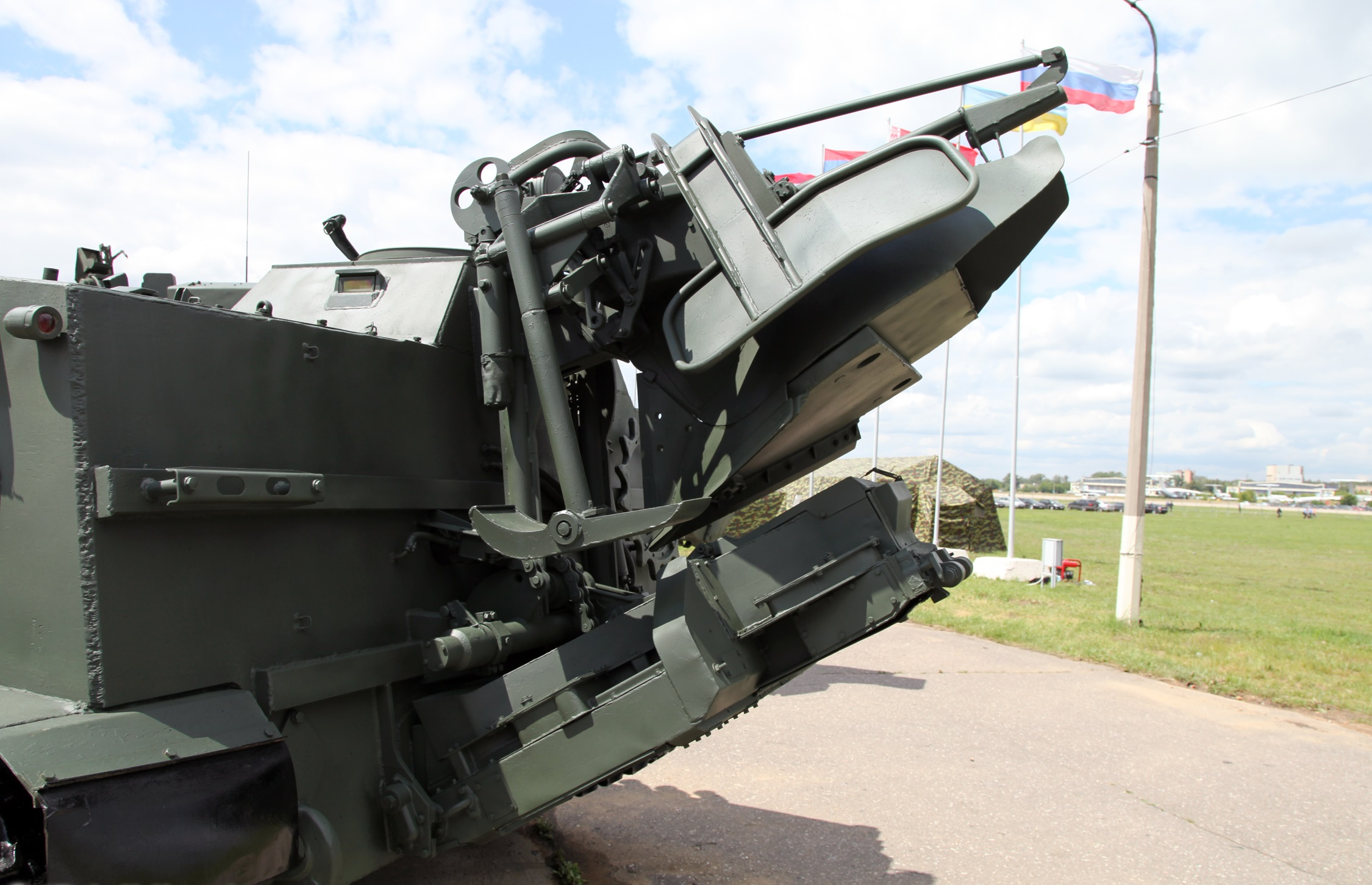
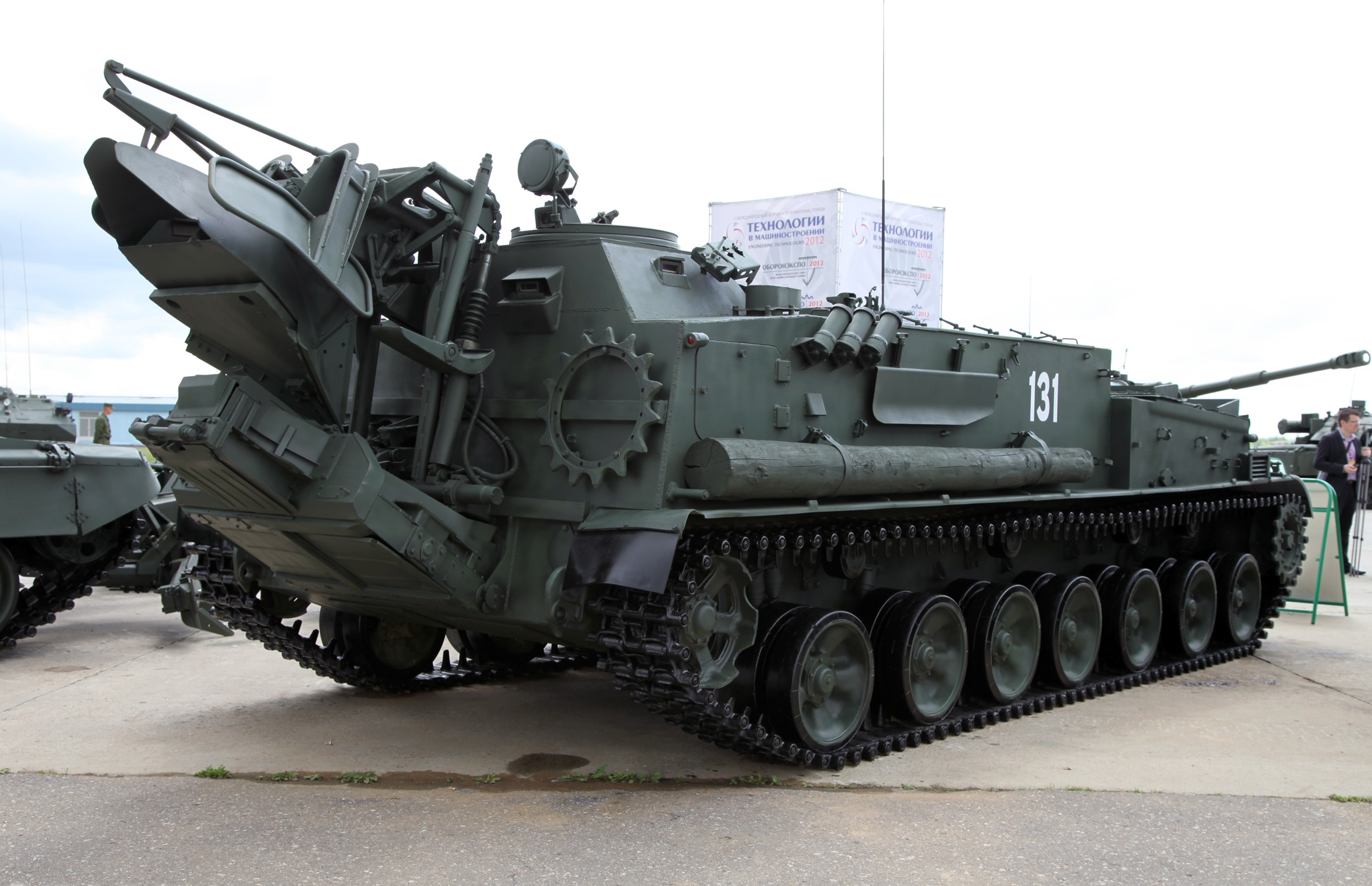